# Jan Larisch-Mönnich II.
Jan Larisch-Mönnich, též Hans Larisch-Mönnich (6. října 1872 Fryštát – 10. listopadu 1962 Palfau) byl slezský šlechtic, podnikatel v uhelném průmyslu a politik; poslanec Slezského zemského sněmu a Říšské rady za Rakouska-Uherska.

## Životopis
Byl nejstarším synem Jindřicha Larisch-Mönnicha II. Na Vídeňské univerzitě vystudoval práva, na této univerzitě získal i doktorát.
Byl činný ve státní správě i armádě. V roce 1895 se stal rezervním důstojníkem I. hulánského pluku, o rok později se stal c. k. komořím. Spolu s dalšími osobnostmi založil v roce 1901 Pomocný spolek pro nemocné TBC pro rakouské země a české království. Ve spolku byl od začátku místopředsedou a od roku 1904 předsedou. Kromě této činnosti byl předsedou kuratoria zemědělské školy v Chotěbuzi a prezidentem Rakousko-slezské společnosti pro zemědělství a lesnictví. Od roku 1902 byl členem Slezského zemského sněmu.
Na počátku století se zapojil i do celostátní politiky. V doplňovacích volbách roku 1904 (poté co zemřel poslanec Ernst Sedlnitzky) získal mandát na Říšské radě za kurii velkostatkářskou v Slezsku. Slib složil 19. dubna 1904. K roku 1907 se profesně uvádí jako zemský poslanec.
Po smrti otce v roce 1918 se stal správcem panství – musel řešit problémy se vznikem Československé republiky: část rodinného majetku byla v Polsku, v Československu došlo k pozemkové reformě, která část majetku rodu přerozdělila (došlo k přerozdělení jen pozemků, vlastnictví průmyslových podniků se netýkalo), nová republika zrušila šlechtické tituly. V době první republiky jej poznamenala i aféra Karla Zajíčka, ředitele jeho dolů.
V roce 1945 odešel před přibližující se frontou do Palfau v Rakousku. Po roce 1945 byl majetek rodu konfiskován. Ačkoliv se po skončení druhé světové válce snažil o návrat československého občanství a majetku, nebyl úspěšný. Do konce života žil v Palfau.
29. dubna 1912 se oženil s Olivií Lukrécií Fitz-Patrickovou (25. dubna 1894, Saticoy, Kalifornie – 30. března 1971, Palfau), Američankou, pocházející ze šlechtického rodu Upper-Ossory, neteř Patsy Cornwallis-West. Z jejich manželství vzešly následující děti:
- 1. Jindřich Larisch-Mönnich III. (16. 5. 1913 Karviná – 28. 5. 1933 Praha), svobodný a bezdětný[5]
- 2. Helena Larisch-Mönnich (1. 5. 1914 Karviná – 1.12.2011 ), I. manž. 1935 Andreas Tarnowski (10. 8. 1902 Milanów – 27. 10. 1949), II. manž. 1954 William Monteiro de Barros[6]
- 3. Eduard Larisch-Mönnich (4. leden 1916 Karviná – 31. 7. 1987 Palfau),I.  manž. 1937 Milada Schebelová (7. 3. 1914 Hrušov – 1. 12. 1954 Rumburk), rozvedli se roku 1942, II. manž. 1943 Alix Černínová z Chudenic (6. 7. 1906 Stružná – 1. 4. 1994 Vídeň), rozvod roku 1956, III. manž. 1957 Rudolfine Emmerstorfer (* 23. 12. 1934)[6]
- 4. Jan Larisch-Mönnich III (15. 11. 1917 Karviná – 7. 3. 1997 Marbella), I. manž. 1940 Vilemína Schaffgotschová (20. 1. 1919 Kopice – 22. 11. 1945 Brtnice), II. manž. 1952 María de Lourdes Salamanca y Caro (2. 8. 1920 San Sebastián – 26. 3. 2004 Marbella)[6][7]
- 5. Marie Larisch-Mönnich (11. 5. 1921 Karviná – 20. 11. 2013), manž. 1940 Filip Thurn-Valsassina-Como-Vercelli (21. 4. 1912 Vídeň – 14. 5. 2008)[6][8]